# 宮津航一
宮津 航一（みやつ こういち、2003年11月5日 - ）は、日本の大学生、子ども食堂を運営する「ふるさと元気子ども食堂」の代表で、一般社団法人子ども大学くまもと理事長も務める。「こうのとりのゆりかご」に預けられたことで知られる。

## こうのとりのゆりかご
2007年5月10日、熊本市の慈恵病院に設けられた「こうのとりのゆりかご」の運用初日の午後に、最初に預けられた。当初想定していた乳児ではなく、3歳での預け入れであった。。
身元のわからない棄児として扱われ、当時の熊本市長であった幸山政史が「航一」と命名して一人戸籍が作成された。

## その後
航一は、慈恵病院から児童相談所へ送られ、数ヶ月後に熊本市で飲食店を営み、5人の実子がいた里親の宮津美光・みどり夫妻に引き取られ、宮津家で養育されることとなった。
熊本市立託麻東小学校へ入学。航一が小学校低学年であったころ、親戚が名乗り出たことから、本来の名や、実母が生後5か月の時に交通事故死していたことなどが判明した。
熊本市立二岡中学校では生徒会長を務め、高校は熊本マリスト学園高等学校。中学校･高校では陸上部の主将を務める。自己記録は10秒96(公認記録)。高校2年のときに正式に宮津家と普通養子縁組した。また、2021年からふるさと元気子ども食堂の代表として活動を行う。
2022年、高校を卒業して熊本県立大学に進学した。これを機に、「自分の発言に責任を持てる年齢になったので、自分の言葉で伝えたい」として、預けられた子として初めて実名を明かして「こうのとりのゆりかご」について語るようになった。熊本朝日放送は、宮津に密着したドキュメンタリー『告白、そして僕は～ゆりかごに預けられて～』を制作し、5月22日に放映した。
大学入学後も活動は多岐にわたり、2023年、慈恵病院元看護部長の田尻由貴子氏とともに「子ども大学くまもと」を立ち上げ、理事長に就任。また、当事者として全国各地で講演活動を行い発信を続けている。

## 主な活動
・ふるさと元気子ども食堂　代表
・一般社団法人子ども大学くまもと　理事長
・一般社団法人熊本県こども食堂ネットワーク　(広報部会長)
・一般社団法人ふるさと元気村　(事務局長)
・熊本県ファミリーホーム協議会　(事務局)
・熊本県立大学 学生団体PUKRUN(陸上同好会)　部長